# Colletes birkmanni
Colletes birkmanni är en biart som beskrevs av Swenk 1906. Colletes birkmanni ingår i släktet sidenbin, och familjen korttungebin. Inga underarter finns listade i Catalogue of Life.